# Вашингтон, Хейли
Хейли Меридиан Вашингтон (англ. Haleigh Meridian Washington; 22 сентября 1995, Денвер, штат Колорадо, США) — американская волейболистка. Центральная блокирующая. Олимпийская чемпионка 2020.

## Биография
Волейболом Хейли Вашингтон начала заниматься в средней школе Дохерти в городе Колорадо-Спрингс (штат Колорадо). До 2013 года играла за школьную команду, с которой в 2012 стала чемпионкой штата.
В 2014—2017 выступала за команду университета штата Пенсильвания в студенческих соревнованиях. В 2014 году стала победителем чемпионата Национальной ассоциации студенческого спорта (англ. National Collegiate Athletic Association, сокр. NCAA), а в 2017 дошла со своей командой до полуфинала чемпионата этой ассоциации.
В январе 2018 года Вашингтон заключила свой первый профессиональный контракт, присоединившись команде итальянской серии А2 «Олимпия Теодора» из Равенны. В дальнейшем выступала за команды уже серии А1 чемпионата Италии — «Милолениум» (Брешиа), «Унет-Ямамай» (Бусто-Арсицио), а с 2020 — за «Игор Горгондзолу» (Новара), с которой выиграла «серебро» чемпионата и Кубка страны.
С 2018 года Хейли Вашингтон является игроком национальной сборной США. В её составе выигрывала Лигу наций (дважды), Панамериканский Кубок, а в 2021 стала обладателем «золота» отложенных на год Олимпийских игр. Вошла в символическую сборную в качестве центрального блокирующего в розыгрыше Лиги наций 2019 и волейбольного турнира Олимпиады-2020.

### Клубная карьера
- 2014—2017 —  Университет штата Пенсильвания;
- 2018 —  «Олимпия Теодора» (Равенна);
- 2018—2019 —  «Банка Вальсаббина Миллениум» (Брешиа);
- 2019—2020 —  «Унет-Ямамай» (Бусто-Арсицио);
- 2020—2022 —  «Игор Горгондзола» (Новара);
- 2022—2024 —  «Савино Дель Бене» (Скандиччи).
- с 2024 —  «Солт-Лейк» (Солт-Лейк-Сити) — LOVB.

## Достижения

### Со сборными США
- Олимпийская чемпионка 2020;
  - серебряный призёр Олимпийских игр 2024.
- серебряный призёр розыгрыша Кубка мира 2019.
- двукратный победитель Лиги наций — 2019, 2021.
- двукратный серебряный призёр чемпионатов NORCECA — 2019, 2023.
- победитель розыгрыша Панамериканского Кубка2018.
- бронзовый призёр молодёжного чемпионата NORCECA 2012.

### С клубами
- победитель чемпионата NCAA 2014.
- двукратный серебряный (2021, 2024) и двукратный бронзовый (2022, 2023) призёр чемпионатов Италии.
- двукратный серебряный призёр розыгрышей Кубка Италии — 2021, 2022.
- победитель розыгрыша Кубка Европейской конфедерации волейбола 2023.

### Индивидуальные
- 2019: лучшая центральная блокирующая (одна из двух) Лиги наций.
- 2021: лучшая центральная блокирующая (одна из двух) Олимпийских игр.